# Fenomby
Fenomby est une commune rurale malgache située dans la région de Fitovinany.